# アンドレス・マトンテ
アンドレス・マティアス・マトンテ・カブレラ（西: Andrés Matías Matonte Cabrera、1988年3月30日 - ）は、ウルグアイ・モンテビデオ出身のサッカー審判員。 本業は体育教師。

## キャリア
2008年に審判としてのキャリアをスタート。2017年にプリメーラ・ディビシオンでフェニックスとリーベル・プレートの試合 (0-0) で審判員としてデビュー。
2019年から国際サッカー連盟 (FIFA) の国際審判員リストに登録される。2022 FIFAワールドカップのリハーサル大会である2021 FIFAアラブカップ（アラブ首長国連邦対カタールを担当）、および2022 FIFAワールドカップ・南米予選の審判として招聘される。
2022年5月19日、FIFAは2022 FIFAワールドカップの審判リストを発表し、マトンテが選ばれた。